# 陈仁玉
陈仁玉（1212年—？），字德公，号碧栖，浙江仙居人，南宋官员，学者。其所著《菌谱》为世界最早食用菌专著，其编纂的《淳祐临安志》对研究宋史和宋代临安史很有参考价值。

## 生平
陈仁玉的父亲陈清卿是嘉定七年的武进士。按照县志记载，陈仁玉“博洽工词翰”。淳祐三年（1243）秋，陈仁玉辑成《游志篇》，荟萃历代名人雅士游览泰山、沂水、武夷、秦淮、象山等名山大川的游记，共八十八篇，但今仅存序和书目，同年写成《永鉴稿》。仙居当地盛产菌类，陈仁玉通过观察、品尝、研究，于淳祐五年写成《菌谱》，记录了合蕈、稠膏蕈、栗壳蕈、松蕈、竹蕈、麦蕈、玉蕈、黄蕈、紫蕈、四季蕈、鹅膏蕈等11种食用菌的生存环境、形状、颜色、味道和食用方法，最后还附加了解毒方法。此书为目前所知的世界最早的食用菌专著，后被编入《四库全书》。
淳祐九年，陈仁玉受临安知府赵与之托，负责纂辑《淳祐临安志》。他先与通判吴革合纂，吴调迁后又与王亚夫“昼访夜思，参以书传所省忆，耳目所睹记，得古今事迹千数百条，厘为门者十有二，为类者九十有九，为卷者五十有二，总之数十万言，亦略备。”十年十二月，书成。后此书被误认为是施谔纂辑，直到洪焕椿发现了《永乐大典》收录德陈仁玉《淳祐临安志序》，才在《浙江方志考》一书中予以更正。
淳祐十一年（1251年），陈仁玉以“白衣”受诏为筵讲官。1255年他撰写了《宋台州仙居县隐真宫记》和《隐真宫庄田记》。开庆元年（1259），御笔赐陈仁玉同进士出身。九月任军器监丞兼国史院编修官，十一月任浙东提刑，兼知衢州。不久升职直华文阁、直敷文阁。后赴临安任职，历任浙东安抚使、兵部侍郎，但不久即离任，回到临海。1260年陈仁玉曾为赵抃的文集《赵清献文集》作序。
陈仁玉晚年隐居仙居县南别墅，名为“碧栖山房”。他的朋友词人刘克庄记载“德公采太白诗语,自号碧栖,至是上亲御翰墨大书二字以赐。”德祐元年（1275），谢太后下诏天下州郡降元。陈仁玉时已告老归寓台州。与权知台州事王珏相议拒招，并招募义民筑城，死守台州。景炎元年（1276）二月城坡，王珏战死。陈仁玉退隐黄岩石塘山中,临终戒孙永不仕元。后移葬仙居南峰山桃花洞侧。